# Al rincón
Al rincón, anteriormente conocido como Al rincón de pensar, fue un programa de televisión español en el que cada semana dos personajes de plena actualidad (cantantes, políticos, actores, deportistas) se someterán a las preguntas Risto Mejide en su particular rincón. Se emitió los martes a las 00:00 horas en Antena 3. El formato, dirigido y presentado por Risto Mejide, se estrenó el 19 de mayo de 2015 y finalizó el 22 de diciembre de 2015. 
En julio de 2015, se anuncia la renovación del programa por una segunda temporada con cambio de título en el que pasa a llamarse Al rincón. El 22 de septiembre del 2015 el programa tomó el enfoque del 'fuego cruzado' antes las inminentes Elecciones catalanas del 27 entre los principales partidos políticos (Junts pel Sí, Candidatura d'Unitat Popular, Ciutadans, PSC, PPC y Catalunya Sí que es Pot).

## Episodios
| Temporada | Temporada | Episodios | Estreno                  | Final                   | Audiencia media | Audiencia media | Audiencia media |
| Temporada | Temporada | Episodios | Estreno                  | Final                   | Espectadores    | Cuota           |                 |
| --------- | --------- | --------- | ------------------------ | ----------------------- | --------------- | --------------- | --------------- |
|           | 1         | 8         | 19 de mayo de 2015       | 7 de julio de 2015      | 835 000         | 9,8%            |                 |
|           | 2         | 13        | 22 de septiembre de 2015 | 22 de diciembre de 2015 | 655 000         | 9,1%            |                 |

### Primera temporada (2015)
| N.º (temp.) | Invitados                            | Fecha de emisión    | Audiencia         |
| ----------- | ------------------------------------ | ------------------- | ----------------- |
| 1           | «Borja Sémper y Hombres G»           | 19 de mayo de 2015  | 1 204 000 (11,6%) |
| 2           | «Mario Conde y Dani Martín»          | 26 de mayo de 2015  | 1 175 000 (12,0%) |
| 3           | «Juan Carlos Monedero y El Rubius»   | 2 de junio de 2015  | 1 032 000 (11,3%) |
| 4           | «Enrique Cerezo y Cristina Pedroche» | 11 de junio de 2015 | 692 000 (9,9%)    |
| 5           | «Alberto Chicote y Carlos Sainz Jr.» | 16 de junio de 2015 | 733 000 (8,9%)    |
| 6           | «Padre Fortea y Amarna Miller»       | 23 de junio de 2015 | 720 000 (8,9%)    |
| 7           | «Leopoldo Abadía y Amaia Montero»    | 30 de junio de 2015 | 667 000 (6,8%)    |
| 8           | «Vanesa Martín y Risto Mejide»       | 7 de julio de 2015  | 443 000 (9,2%)    |

### Segunda temporada (2015)
| N.º (temp.) | Invitados | Fecha de emisión         | Audiencia       | Producción                                        |
| ----------- | --- | ------------------------ | --------------- | ------------------------------------------------- |
| 1           | «Albert Rivera, Raül Romeva, Josep Antoni Duran i Lleida, Xavier García Albiol, David Fernàndez y Lluís Rabell» | 22 de septiembre de 2015 | 732 000 (10,6%) | Deborah Sánchez, Sònia Guerra y David Ruiz de Oro |
| 2           | «Paco Arcadio y Ágatha Ruiz de la Prada»                                                                        | 29 de septiembre de 2015 | 717 000 (10,6%) | Deborah Sánchez, Sònia Guerra y David Ruiz de Oro |
| 3           | «Baltasar Garzón y AuronPlay»                                                                                   | 6 de octubre de 2015     | 724 000 (9,9%)  | Sònia Guerra y David Ruiz de Oro                  |
| 4           | «Carmen Maura y Pablo Iglesias»                                                                                 | 13 de octubre de 2015    | 968 000 (12,4%) | Sònia Guerra y David Ruiz de Oro                  |
| 5           | «Álex de la Iglesia y Blanca Padilla»                                                                           | 20 de octubre de 2015    | 412 000 (6,0%)  | Deborah Sánchez, Sònia Guerra y David Ruiz de Oro |
| 6           | «Laura Pausini y Pedro Ruiz»                                                                                    | 27 de octubre de 2015    | 634 000 (9,3%)  | Deborah Sánchez, Sònia Guerra y David Ruiz de Oro |
| 7           | «Albert Rivera y Miguel Poveda»                                                                                 | 2 de noviembre de 2015   | 865 000 (9,7%)  | Sònia Guerra y David Ruiz de Oro                  |
| 8           | «Pedro Sánchez e Isabel Allende»                                                                                | 9 de noviembre de 2015   | 642 000 (9,6%)  | Sònia Guerra y David Ruiz de Oro                  |
| 9           | «Cayetano Martínez de Irujo»                                                                                    | 16 de noviembre de 2015  | 785 000 (10,9%) | Deborah Sánchez, Sònia Guerra y David Ruiz de Oro |
| 10          | «Ricardo Darín y David Guapo»                                                                                   | 23 de noviembre de 2015  | 523 000 (7,7%)  | Sònia Guerra y David Ruiz de Oro                  |
| 11          | «Wismichu, Dulceida, Lovely Pepa y Alexby»                                                                      | 30 de noviembre de 2015  | 583 000 (8,7%)  | Deborah Sánchez, Sònia Guerra y David Ruiz de Oro |
| 12          | «Antonio Resines, El Juli y Daniel Estulin»                                                                     | 15 de diciembre de 2015  | 466 000 (6,5%)  | Deborah Sánchez, Sònia Guerra y David Ruiz de Oro |
| 13          | «Pablo López, Tote King, Bebe, Carlos Jean y De la Puríssima»                                                   | 22 de diciembre de 2015  | 463 000 (6,7%)  | Sònia Guerra y David Ruiz de Oro                  |